# Blue Crown Spark Plug (automobilismo)
A Blue Crown Spark Plug foi uma equipe de Fórmula 1 norte-americana que participou das 500 Milhas de Indianápolis de 1950, 1951 e 1952.